# Kardámila
Kardámila (en griego: Καρδάμυλα), también puede encontrarse como Pano Chorio, es un municipio y ciudad del norte de la isla de Quíos, además de ser la tercera ciudad más grande de la isla tras Jora y Vrontados. Está enfrente de la isla de Oinousses, está a 28 kilómetros de la Ciudad de Quíos o Jora y cubre una extensión de 182,48 kilómetros cuadrados. Cuenta con 2.921 habitantes según el censo de 2001 repartidos entre varios pueblos y ciudades, entre los que destacan Kardámila, la capital, con 776 habitantes; y Mármaro, con 1.045 habitantes. Los días claros puede verse Lesbos desde la bahía. Desde Kardámila se puede llegar a Oinousses.

## Historia
Se han encontrado restos de edificios de la época de las guerras médicas. Los romanos desarrollaron el comercio en la ciudad por su situación estratégica, y más tarde pasó a ser parte del Imperio Bizantino. Se han encontrado restos de una muralla cerca de la ciudad. Tucídides se refirió a Kardámila como el lugar en que los atenienses llegaron a Quíos en el año 411 a. C. El nombre de la ciudad probablemente derive de "Cardamo", un vegetal que en algún momento fue abundante en la zona. La ciudad se dedicó antaño a la producción de vino y es el lugar de nacimiento de conocidos vendedores de barcos griegos, de cuyas donaciones se han construido colegio públicos.

## La ciudad
Se tardan aproximadamente 25 minutos en llegar a Kardámila desde Jora. La ciudad se divide en dos partes: La ciudad antigua, en el norte; y el puerto en el sur. La ciudad antigua se extiende sobre las faldas de un monte cercano, el monte Grias. Puede visitarse el antiguo asentamiento de Spilia, además de la iglesia de San Nicolás y de muchas otras pequeñas iglesias con ofrendas a los santos de las familias de los marineros. La ciudad antigua estaba situada en lo alto de un monte, para evitar el posible ataque de los piratas, además de tener calles estrechas.

### Mármaro
La parte baja de la ciudad, llamada Mármaro, cuenta con un puerto y está situada a 2 km de la ciudad antigua. Está construida en el interior de una bahía, protegida por una pequeña isla. En la plaza de Mármaro está la Estatua del Marinero Perdido, creada por el escultor Apartis. Una curiosidad de la ciudad es que hay molinos de viento por toda la costa. Las playas más importantes son la playa de Nagos y de Yiosonas, las dos de guijarros.

### Sitios de interés
- La iglesia de Pera Penagiá tiene unos antiguos iconos de hace más de ocho siglos.
- La iglesia de Agios Nicolás Prinartis fue construida en el siglo XIII y aún conserva las pinturas de sus muros del sigo XVI
- La iglesia de Agios Loukas cuenta con numerosos iconos de madera.
- Los restos del Castillo de Kardámila
- La Biblioteca de la ciudad
- La Mansión Vassilakis

### La gran V
Una de las atracciones turísticas más notables de la ciudad es La Gran V, una V blanca pintada en el acantilado que está cerca de la ciudad. Se pintó al final de la Segunda Guerra Mundial para conmemorar la victoria de los Aliados, y se pinta todos los años para que perdure. Los cardamilos están muy orgullosos de ella y muchos de ellos escalan el acantilado donde está todos los años.

## Sociedad Metropolitana de Kardamilos
Situada en Nueva York y fundada en diciembre de 1935, es una organización sin ánimo de lucro cuyo fin es ayudar a los emigrantes de Kardamila. Recogen fondos con los cuales se financian obras caritativas y clases sobre la cultura y tradiciones de los cardamilos, con el fin de lo perderla.

## Cardamilos ilustres
- Chartoulakis, independentista griego de la Edad Media.[3]
- Kontanignotis, héroe de la Guerra de la Independencia Griega.[3]
- Nikeforos, historiador.[3]
- Georgios Zolotas, historiador.[3]